# Station Grodziec Niemodliński
Station Grodziec Niemodliński is een spoorwegstation in de Poolse plaats Grodziec.